# EC São Bento
Esporte Club São Bento – brazylijski klub piłkarski z siedzibą w mieście Sorocaba, leżącym w stanie São Paulo.

## Osiągnięcia
- Puchar stanu São Paulo (Copa FPF): 2002
- Mistrz drugiej ligi stanu São Paulo (Campeonato Paulista Série A2): 1962
- Mistrz trzeciej ligi stanu São Paulo (Campeonato Paulista Série A3): 2001

## Historia
Klub założony został 14 września 1913 roku pod początkową nazwą Sorocaba Athletic Club. Stało się to tuż po epidemii żółtej febry, jaka dotknęła miasto Sorocaba. Założycielami klubu byli pracownicy miejscowej wytwórni rzędów końskich.
Klub zmienił nazwę na Esporte Clube São Bento 14 października 1914. Nowa nazwa została nadana na cześć Świętego Benedykta, gdyż klub swoje pierwsze mecze rozgrywał w pobliżu miejscowego klasztoru Świętego Benedykta.
W 1953 São Bento stał się piłkarskim klubem zawodowym. Swój pierwszy mecz jako klub zawodowy rozegrał 10 czerwca w ramach drugiej ligi stanowej z zespołem Ferroviária z miasta Botucatu, wygrywając 4:2.
W 1962 São Bento wygrał drugą ligę stanową pokonując w finale klub América São José do Rio Preto.
W 1979 São Bento przystąpił do rozgrywek I ligi brazylijskiej (Campeonato Brasileiro Série A), gdzie dotarł do trzeciego etapu, plasując się ostatecznie na wysokim 15. miejscu.
W 2001 klub zdobył mistrzostwo III ligi stanowej, wyprzedziwszy o 4 punkty drugi w tabeli klub Atlético Sorocaba.
W 2002 São Bento odniósł swój największy sukces, zdobywając Puchar stanu São Paulo. W finale pokonał zespół Jaboticabal.